# Berliner Mozart-Chor
Der Berliner Mozart-Chor (auch Berliner Mozartchor, kurz BMC) ist der älteste Berliner Kinder- und Jugendchor. Er wurde 1922 von Erich Steffen gegründet und wird seit 1996 von Sabine Fenske geleitet.
Der Chor baut sich aus zwei nach Alter gestaffelten Kinderchören und dem Jugendchor auf und richtet sich an Sänger im Alter von fünf bis 28 Jahren. Zum Repertoire gehören deutsche und ausländische Volkslieder sowie kleinere chorsinfonische Werke, vor allem von Mozart.
Als Mitglied ist der Chor im Chorverband Berlin sowie im Deutschen Chorverband vertreten.

## Geschichte

### Gründung und Vorkriegszeit unter Erich Steffen (1922–1945)
Der Berliner Mozart-Chor wurde im Frühjahr 1922 von Erich Steffen als Schulchor Berlin-Weißensee an der Schule in der Wörthstraße, heute Smetanastraße, gegründet. Der Probenort war bis 1931 die Aula des Realgymnasiums in der Woelckpromenade, bis die Schule an der Ecke Parkstraße/Amalienstraße einen Neubau mit einem Musikraum erhielt, in dem nun die Proben stattfanden. Die Besetzung des Chores entsprach einem Kinderchor, der Chor sang gleichstimmig. Die Kinder waren zwischen 8 und 14 Jahre alt und gehörten bald auch anderen Schulen an.
Die Benennung nach Mozart bedeutete von Anfang an nicht, dass der Chor sich nur dem Werk Mozarts widmete, sondern sollte die Absicht verdeutlichen, Jugend und Musik miteinander zu verbinden, aber auch künstlerischen Anspruch darstellen. Für den Gründer Erich Steffen war es ein Anliegen, die Kinder von den Straßen der Großstadt zu holen, ihnen mit der Hinwendung zur Musik und mittels der Reisen einen Halt zu geben und „empfänglich zu machen für alles Gute und Schöne“.
1923 fand das erste Konzert im Gebäude der Berliner Singakademie, heute Maxim-Gorki-Theater, statt. Im Sommer 1923 unternahm der Chor mit 120 Kindern seine 1. Konzertreise nach Mecklenburg und Pommern.
Auf den Konzertreisen waren die Chormitglieder an den Konzertorten in Privatquartieren untergebracht. Jedes Chormitglied hatte ein „Führungsbuch“, in das die Quartiereltern etwas zur Erinnerung eintrugen, sich aber auch über das Betragen des Chormitglieds äußern sollten.
Diesen ersten Reisen und Konzerten folgten weitere.
Ziele der Reisen waren zunächst in Deutschland, später auch in angegliederten Gebieten wie Schlesien und Sudeten, häufig reiste man mit der Bahn in Abteilen der 3. oder 4. Klasse.
Wahlspruch des Chores seit 1915:

„Frohe Lieder lasst uns singen,

Euch zur Freude, uns zur Lust.

Schönern Gruß kann keiner bringen

als ein Lied aus frischer Brust.“

1925 übernahm die Stadt Berlin das Patronat für den „Berliner Mozart-Jugendchor“. Erich Steffen wurde vom Schuldienst als Lehrer befreit. Von 1925 bis 1937 war der jeweilige Oberbürgermeister Berlins der ersten Vorsitzende des Chores:
- Gustav Böß
- Arthur Scholtz
- Heinrich Sahm
- Julius Lippert.

1927 gab der Chor sein 250. Konzert in der Berlin an der Musikhochschule, 1933 bereits sein 500. Konzert in der Berliner Singakademie.
1937 wurde der Chor der Hitlerjugend zwangsangegliedert. Nach Inkrafttreten der „Zweiten Durchführungsverordnung zum Gesetz über die Hitler-Jugend“ (Jugenddienstverordnung) vom 25. März 1939 musste jeder Jugendliche in der Hitlerjugend Dienst tun, das Singen im Chor galt als Ableistung dieses Dienstes.
„Mit der geschlossenen Übernahme des Chores aber ist verbunden, daß die Teilnahme an den Chorproben, an Konzerten usw. ‚Dienst‘ ist, die ‚Pflicht‘ somit also abgegolten ist. … Auf diese Weise entging ich dem üblichen HJ-Dienst“, schrieb Hermann Prey.
Die Mitglieder des Mozart-Chores sollen 1938 nach Möglichkeit ein Instrument spielen lernen, 1939 wurde Erich Steffen auch Leiter der städtischen „Jugendmusikschule Berlin-Mitte“. Dadurch gab es in den Konzerten nun auch instrumentale Beiträge, vor allem Kammermusik.
Der Chor wurde nun für Rundfunksendungen herangezogen, gemeinsam mit den Rundfunkspielscharen.
1941 fand die erste Konzertreise ins Ausland nach Dänemark und Norwegen statt.
1942 gab der Berliner Mozart-Chor sein 1000. Konzert in der Berliner Singakademie.
1943 wurde der Mozart-Chor im Rahmen der Kinderlandverschickung nach Küstrin evakuiert, 1945 floh der Chor aus Küstrin.
1945 internierte die russische Besatzungsmacht Erich Steffen, da die Tätigkeit als Chorleiter als „Korpsleiter“ missverstanden wurde. Erich Steffen blieb in Haft im Internierungslager Sachsenhausen bis 1950.

### Nachkriegszeit und Neugründung unter Erich Steffen (1945–1973/1974)
Von 1945 bis 1950 versuchten die verbliebenen Sänger, weiter Chorproben abzuhalten unter wechselnden Leitern und bildeten teilweise den Kern für die Neugründung des „Jugendchores der Stadt Berlin“.
1950 kam Erich Steffen frei und wagte einen Neuanfang in Verbindung mit der „Volkshochschule des Stadtbezirkes Berlin-Wilmersdorf“. Seit dieser Zeit ist der Chor nun ein gemischter Jugendchor. Im September 1950 fand das erste Konzert unter Erich Steffen unter der Mitwirkung von Hermann Prey statt. Danach nahm der Chor seine Konzert- und Reisetätigkeit wieder auf. 1951 tauchte zum ersten Mal der Begriff „Die singenden Sendboten Berlins“ für den Chor auf, 1955 gab der Chor sein 1500. Konzert im Konzertsaal der Hochschule für Musik Berlin.
1956 wurde die „Berliner Mozartinum-Gesellschaft“ gegründet. Ihre Aufgabe war es ursprünglich, Geld für den Bau eines „Berliner Mozartinums“ zu sammeln, einer außerschulischen musikalischen Bildungsstätte für junge Menschen mit Veranstaltungssaal, Freilichttheater, Unterrichtsräumen, einer Bibliothek, einem Aufnahmeraum und einer Instrumentenausleihe. Zur Verwirklichung dieses Planes kam es nicht, sodass die Aufgaben der Gesellschaft später umgewandelt wurden in „Unterstützung und Förderung“ des Berliner Mozart-Chores. Heute ist die Mozartinum-Gesellschaft ein eingetragener Verein und gemeinnützig. 1963 gab der Chor sein 2000. Konzert im Haus des Rundfunks. 1966 erhielt der Berliner Mozart-Chor die Goldene Schallplatte für die Weihnachtsschallplatte „Stille Nacht, heilige Nacht“. 1967 reiste der Chor in die USA, 1970 gab der Chor sein 2500. Konzert in der Auenkirche in Berlin-Wilmersdorf.
Als Erich Steffen 1972 schwer erkrankte, übernahm Roderich Schultze-Spohr übergangsweise die Leitung, 1973 wurde die Leitung des Chores an Reinhard Stollreiter, selbst ehemaliger „Mozartianer“, übergeben, der den Chor in der Tradition von Erich Steffen weiterhin fortführte. 1974 verstarb der Gründer Erich Steffen.

### Neue Impulse unter Reinhard Stollreiter (1974–1996)
Unter der Leitung von Reinhard Stollreiter entwickelte sich die Tradition der Chorschule weiter, die Chorschule I für Kinder von 7 bis 10 Jahren und die Chorschule II für Kinder von 11 bis 14 Jahren. Beide Gruppen bereiteten die jungen Sänger auf den Konzertchor vor. Reinhard Stollreiter behielt das traditionelle Repertoire bei, übernahm aber auch Uraufführungen mit dem Chor wie z. B. von Anton de Beer, Wolfgang Steffen, Peter Sandloff. Der Chor nahm auch an Wettbewerben teil und belegte 1981 den 1. Platz bei „Jugend singt“, 1984 den 1. Platz beim Berliner Chorwettbewerb. Chorreisen blieben fester Bestandteil der Chorarbeit, zum Beispiel 1986 nach Frankreich und in die Schweiz, 1987/89 nach Schottland und England und 1990 nach Russland. Der Chor war nun auch der Musikschule Wilmersdorf angeschlossen und trat mehrmals mit dem Berliner Mozart-Orchester auf. Seit 1988, ein Jahr nach Fertigstellung des Kammermusiksaales der Philharmonie ist das wichtigste Konzert das alljährliche Weihnachtskonzert am 1. Weihnachtstag. Auch das soziale Singen ist dem Chor ein wichtiges Anliegen, wie 1993 mit Hermann Prey im ZDF in „Chöre für Care“.

### Heutzutage unter Sabine Fenske (1996–)
1996 übernahm Sabine Fenske die Leitung des Chores. Neben Konzerten und Reisen innerhalb Deutschlands reiste der Chor nach Polen, Tschechien, Ungarn, Wien und Schweden.
Seine Jubiläen feierte der Chor mit großen Konzerten wie z. B. 1997 „75 Jahre“, 2002 „80 Jahre“ im Kammermusiksaal der Philharmonie. Alljährlich gibt er ein großes Weihnachtskonzert im Kammermusiksaal der Philharmonie am 1. Weihnachtsfeiertag.
2022 feierte der Mozart-Chor sein hundertjähriges Bestehen im Kammermusiksaal mit der Krönungsmesse und Sabine Fenske gab 2022 die Festschrift „Von Weißensee bis nach Wilmersdorf“ heraus. Aus dem Begleitheft zum Konzert: „Heute erklingt Mozarts berühmte Messe C-Dur KV 317 jedenfalls als Krönung unseres Jubiläumskonzertes, und der Meister hätte vielleicht nichts dagegen gehabt.“ Am 19. März 2023 wurde dem Berliner Mozart-Chor dafür die Zelter-Plakette verliehen.

## Persönlichkeiten

### Leiter
- Erich Steffen (* 20. Februar 1900 in Berlin; † 17. Mai 1974 ebenda) 1922–1972
- Roderich Schultze-Spohr 1972–1973 als Übergang
- Reinhard Stollreiter (* 1936) 1973–1996
- Sabine Fenske (* 1969) seit 1996[7]

### Ehemalige Mitglieder
- Susi Dorée, Schlagersängerin
- Hermann Prey, Bariton[8]
- Claudia Schüke, Journalistin[8]
- Heiner Striezel, Musikredakteur in der DDR[8]
- Annabelle Weismann, Professorin[8]
- Kurt Wieczorek, Chor- und Ensembleleiter[8]
- Frieder Zaminer, Musikwissenschaftler[8]

## Disko- und Filmographie

### Diskographie
- 1944 Engelbert Humperdinck: Hänsel und Gretel (Gesamtaufnahme Artur Rother, Mozart Kinderchor Berlin, Orchester des Reichsenders)
- Den die Hirten lobten sehre
- O Täler weit, o Höhen
- Chormusik aus vier Jahrhunderten
- Stille Nacht, heilige Nacht
- Kinderlieder
- Laudate Dominum und Ave verum mit Lisa Otto
- In einem kühlen Grunde

### Filmographie
- Tischlein, deck dich (1956) (Mitwirken)